# プラガ

コーポレートロゴ

プラガ（Praga）とはチェコ共和国のプラハに本社を置く商用車・軍事用車、およびスポーツカー・レーシングカー・レーシングカートのメーカー。かつては乗用車に始まりオートバイ、飛行機、農業用機械なども含め、あらゆるエンジン付きの乗り物を手掛け、チェコの「ビッグ3」の一角に数えられた。
「プラーガ」とも表記される。

## 沿革

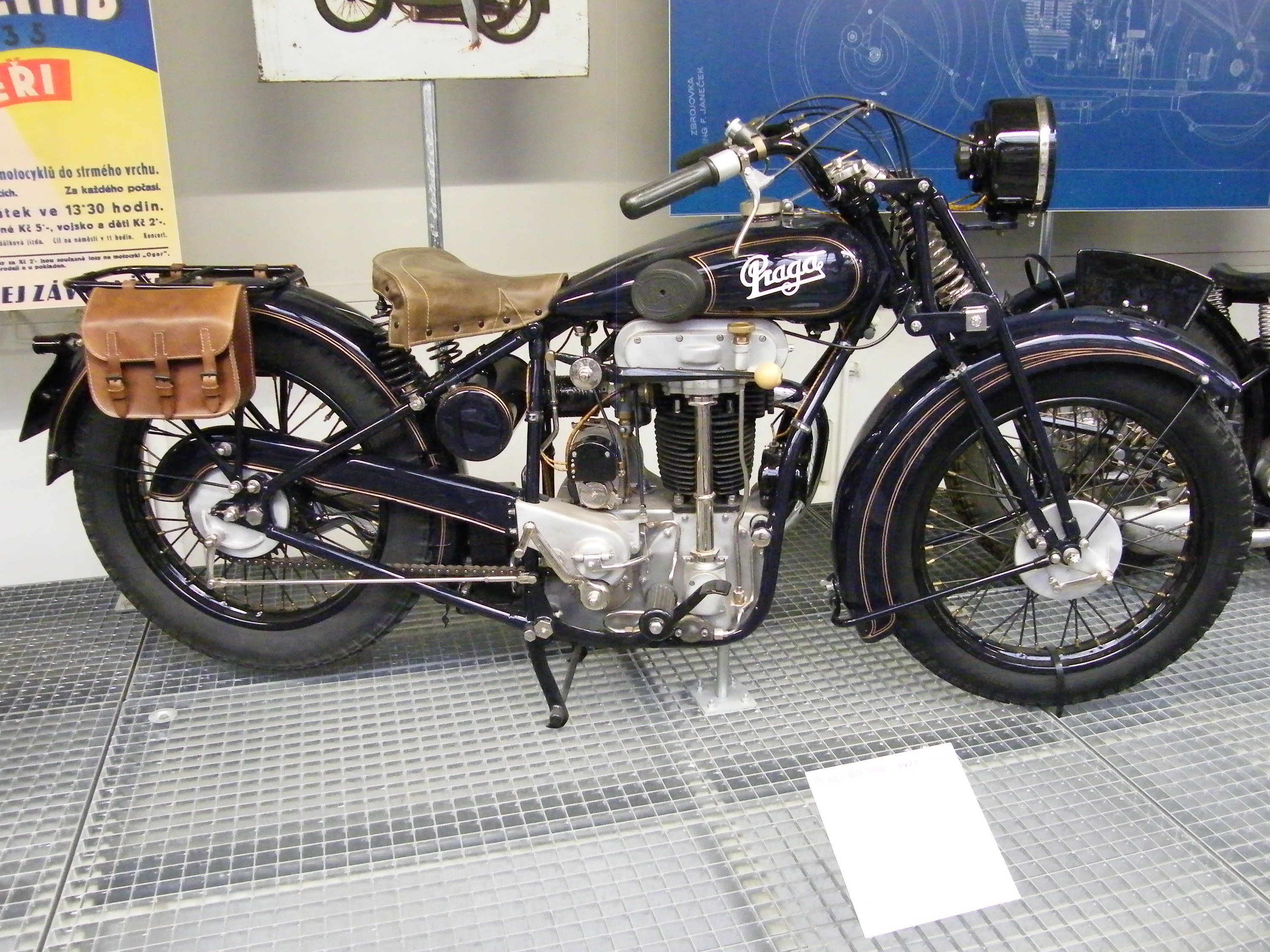
1927年式プラガ・BD500

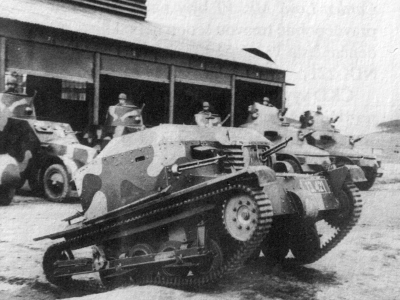
1933年式プラガ・タンチクTc vz

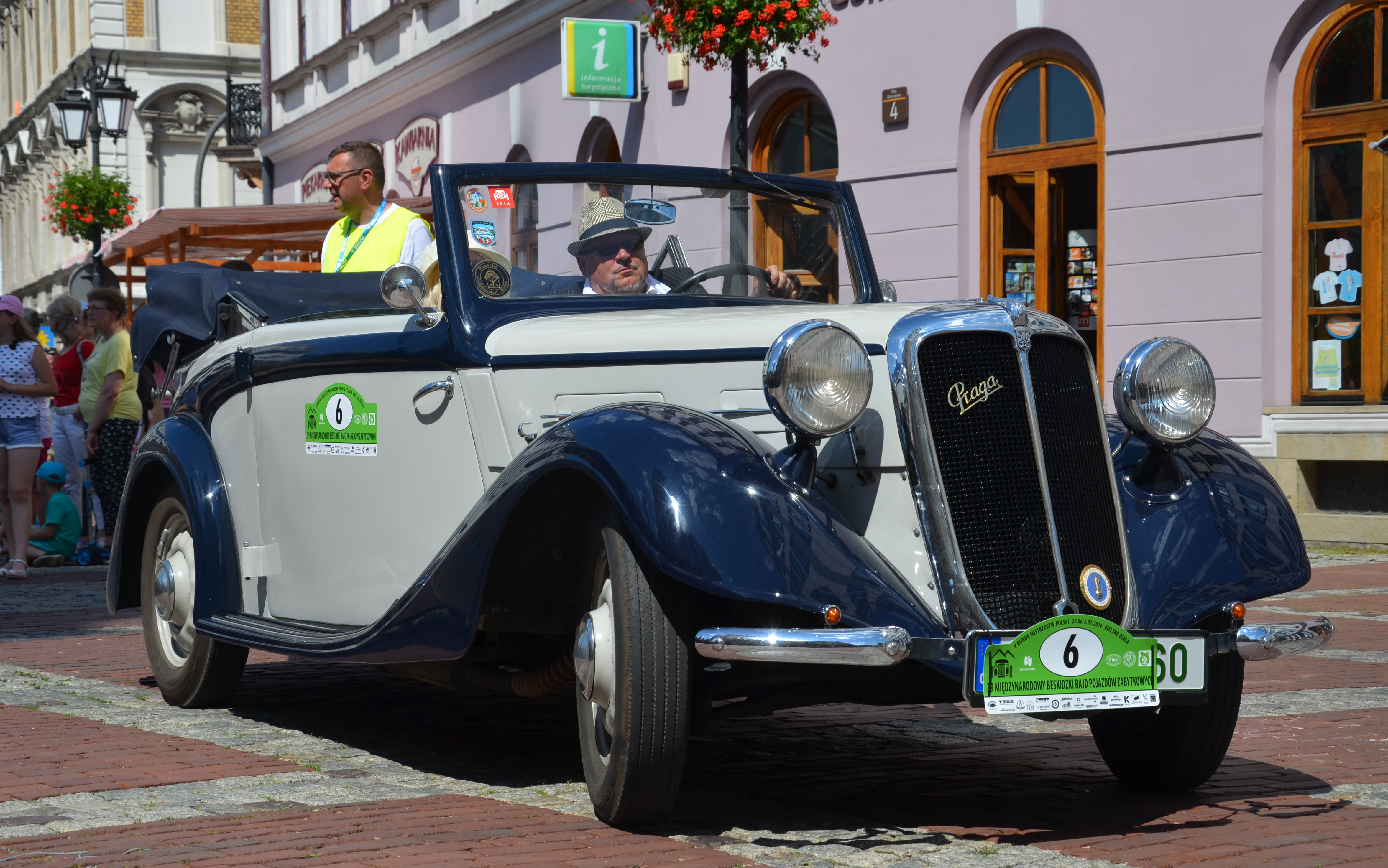
1935年式プラガ・レディ コンバーチブル

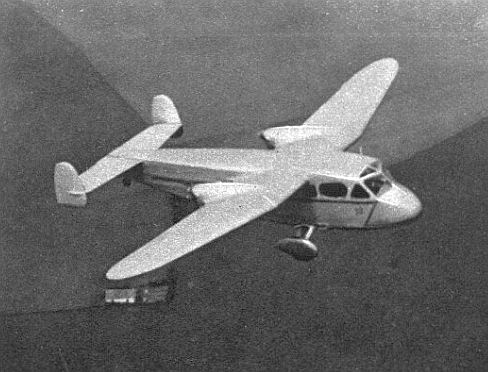
1937年プラガ・E-210

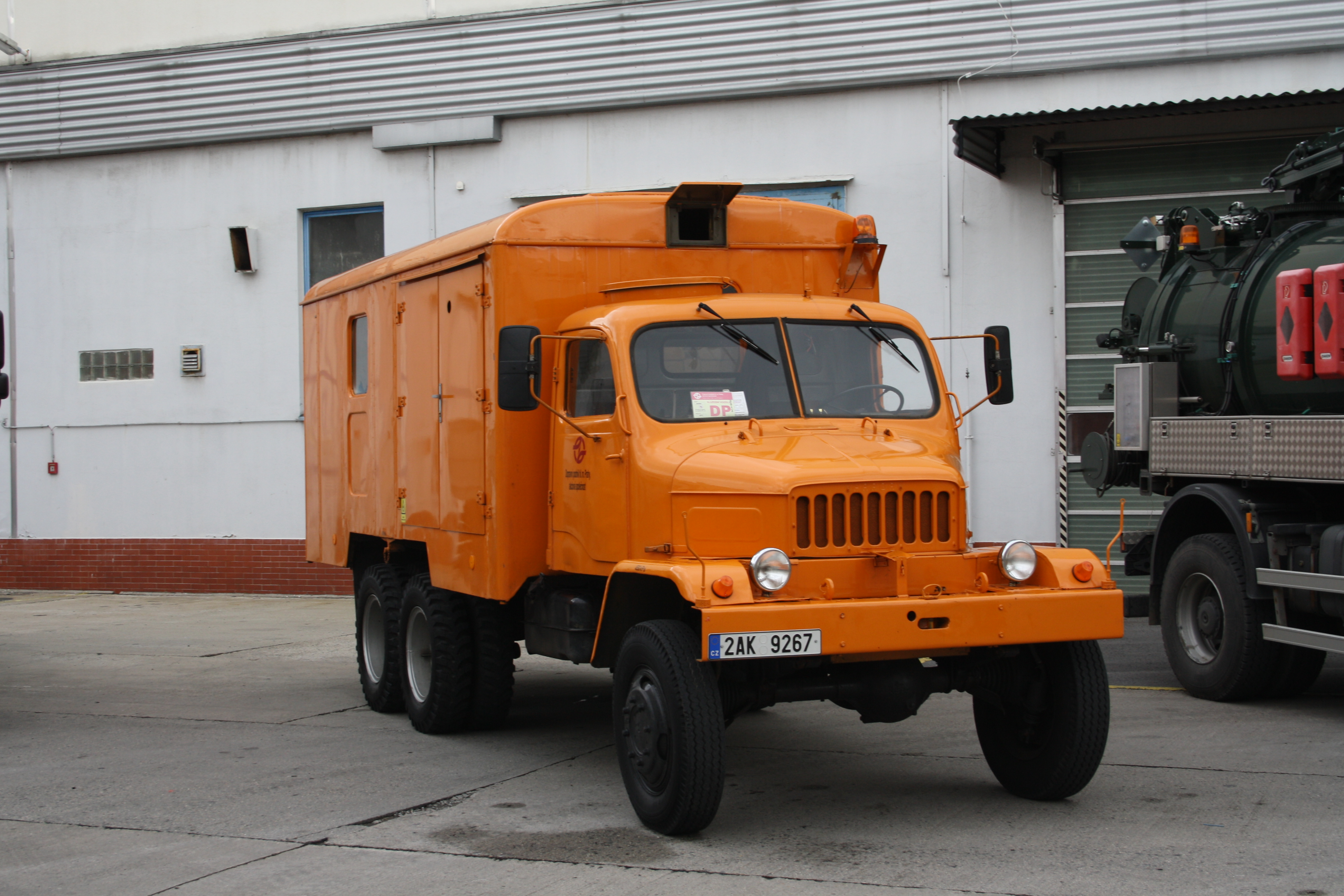
プラガ・V3S

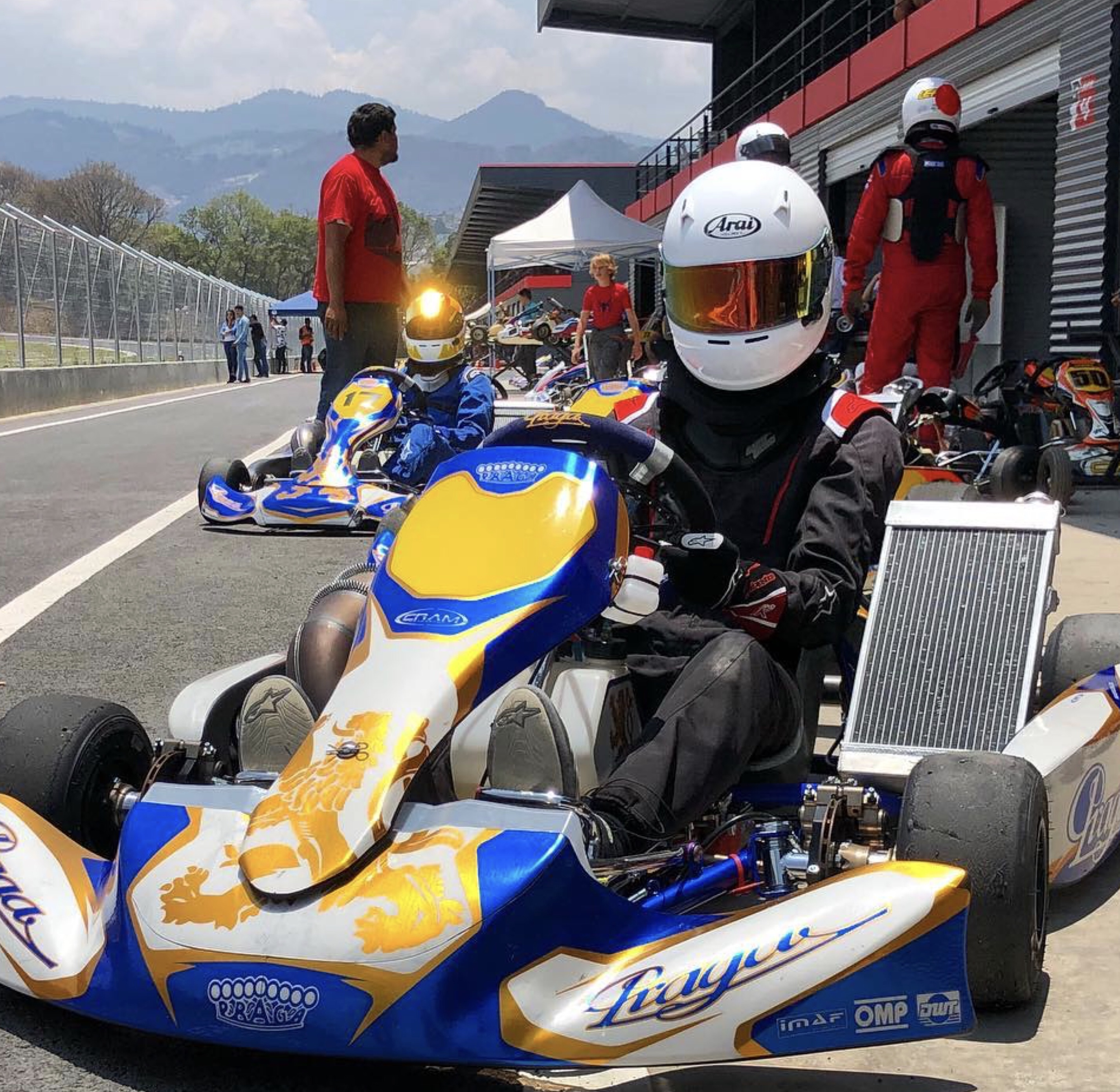
プラガのレーシングカート

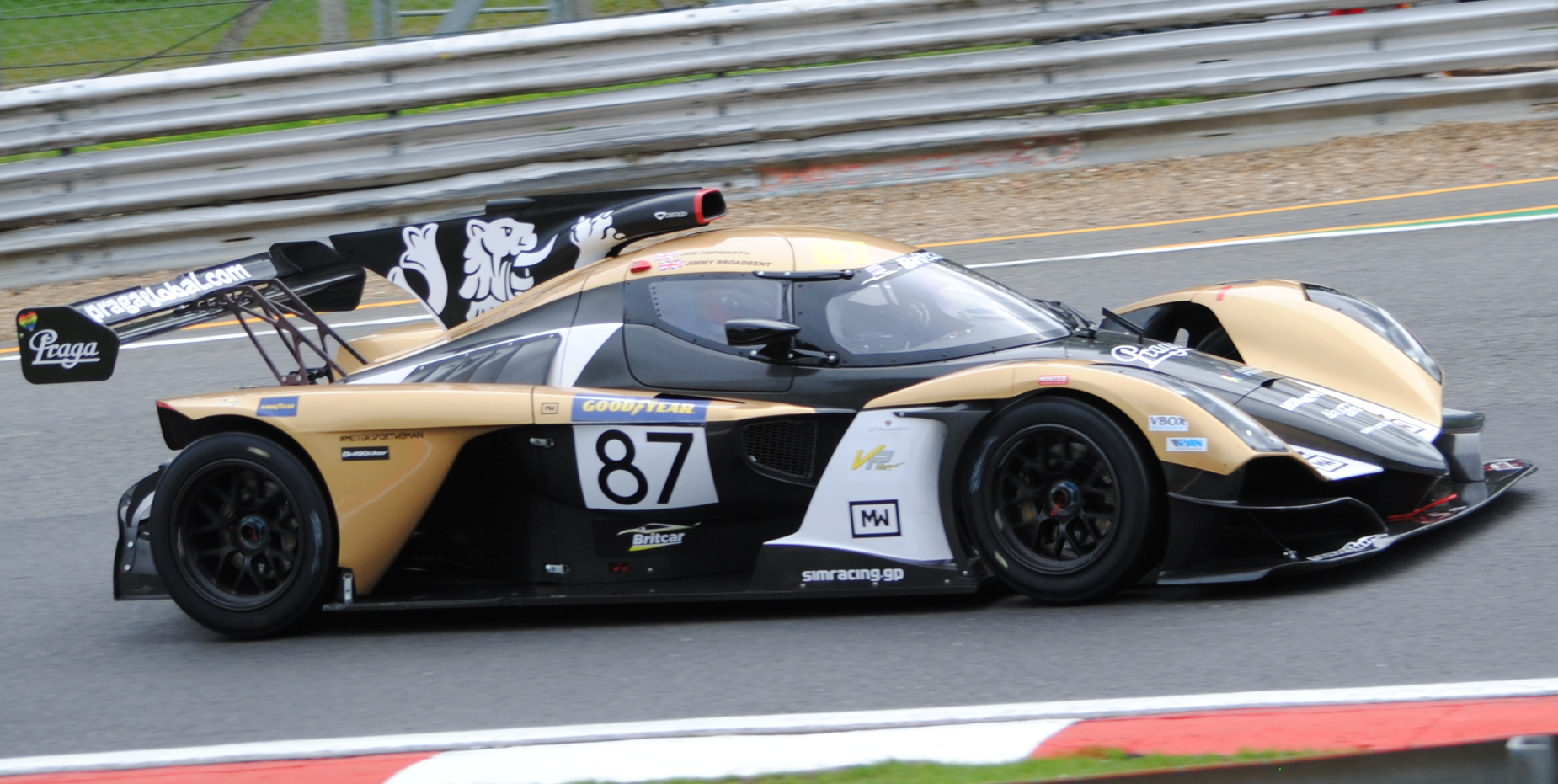
プラガ・R1レーシングカー

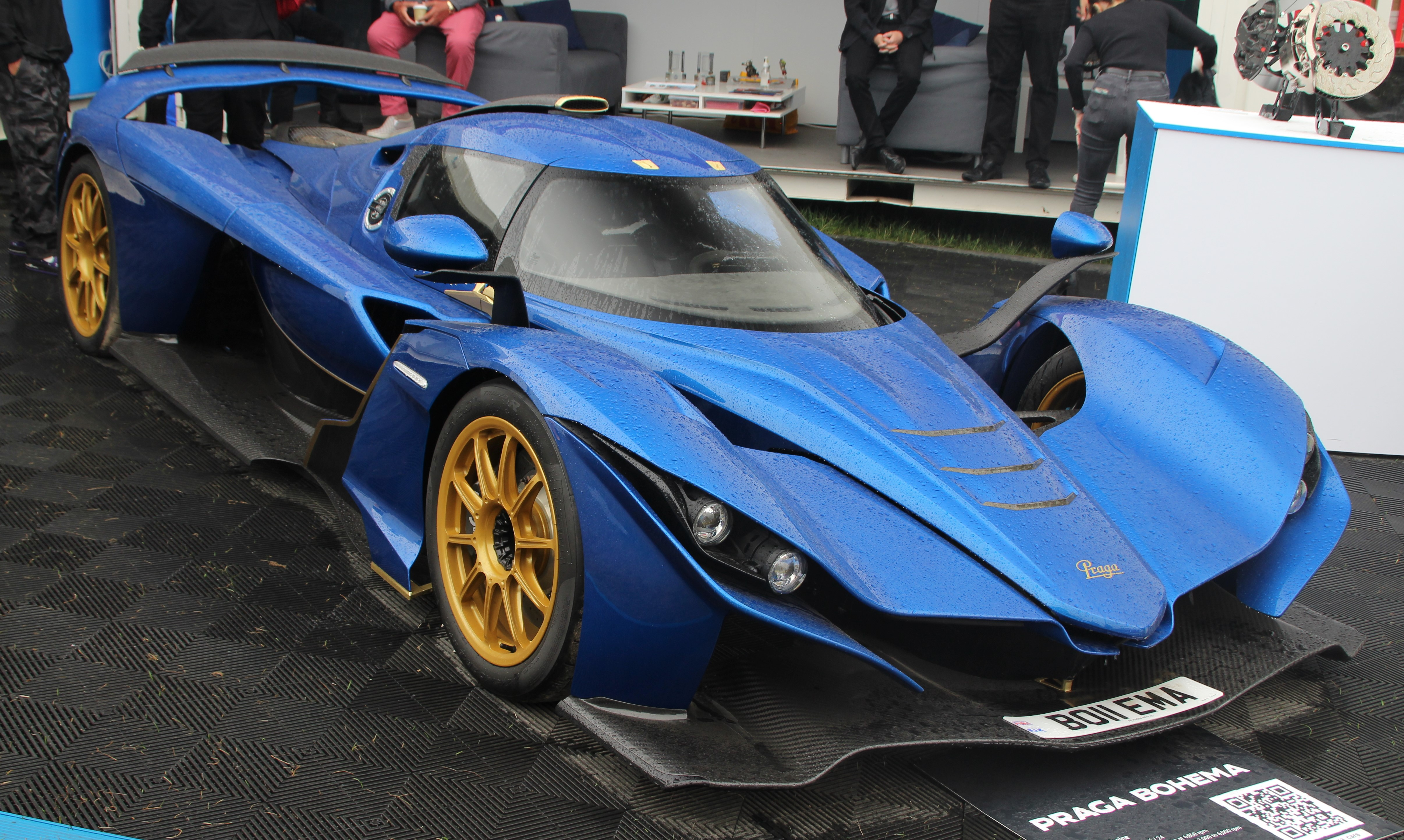
2023年グッドウッド・フェスティバル・オブ・スピードに登場したプラガ・ボヘマ

### 黎明期
1907年に、První česko-moravská továrna na stroje（蒸気機関車やディーゼル機関車を製造するエンジニアリング会社。後にプラガと合併するČKD社となる）とリングホッファー社の合弁事業として、プラジュスカー・トヴァルナ工場が設立された。イタリアのイソッタ・フラスキーニや、フランスのルノー、シャロン社などとライセンス契約を結んで自動車を生産したが、1908年はわずか8台の製造で、リングホッファー社は契約から撤退した。1909年にラテン語でプラハを指す「Praga」が社名となった。しかし当時の自動車の市場や技術は非常に未成熟（車両価格は非常に高く、需要は非常に低かった）であり、最初の二年間はわずか15台が製造されたのみであった。2010年にプラガ01・プラガ02と独自の車も開発されたが、活性化には繋がらなかった。
しかし1911年にチェコ人技術者のフランティシェク・ケク（František Kec）が入社し、彼の設計したトラックのプラガV、通称「モーターレール」がオーストリア・ハンガリー帝国軍の入札を勝ち取ると、一気に会社は勢いを増した。第一次世界大戦前にはケクの設計した乗用車の製造が始まった。これらは国際的な競争力を示すようになり、特に大型車のグラン1912はアルペン・ラリーで優勝したり、オーストリア・ハンガリー帝国最後の皇帝カール一世が戦場で乗ったり、チェコ共和国初代大統領トマーシュ・マサリクも用いるなど、一躍時の車となった。またアルファ1913は、チェコで初めて時速100kmに達した自動車となった。
1919年にケクが社長に上り詰めた。彼は様々な改革を行い、国際的に数々の賞を受賞する乗用車を生み出し、1924年にはジュネーヴで最も美しい車と評価されたピッコロを生み出した。
1920年代にはオートバイの、1930年代には軍事用航空機や戦車の開発・製造も行った。
ケクは1933年に社内の論争に敗れて会社を去ったが、経済危機を乗り越えてプラガは数々の名車を生み出した。特にプラハのウフリーク社がデザインに関わった「レディ」のコンバーチブル（オープンカー）モデルは、1937年パリのモーターショーでエレガンス部門の最優秀賞を受賞した。ナチス・ドイツ宣伝大臣のヨーゼフ・ゲッペルスとの関係で浮名を流した女優のリダ・バーロヴァもこれを所持していた。
しかし第二次世界大戦前にチェコスロヴァキアはドイツ第三帝国に併合され、プラガも軍事用車両の製造に駆り出された。

### 戦後〜破産
終戦までに工場の90パーセントが破壊されたため、バス・トラックの製造へのリソースの集中を余儀なくされ、これにより乗用車やオートバイの製造から撤退することとなる。1945年に会社は国有化され、社名も「Automobilové závody Klementa Gottwalda」に変わった。
以降は長らく商用車や軍事用車両を専門に手掛けた。軍事用に開発した全地形対応トラックのV3Sと、そのさらに公道向けのS5Tは、優れた使い勝手と信頼性と民生用にも人気が出て、40年近くに渡り愛されるモデルとなった。しかし1964年にチェコスロヴァキアの自動車業界再編が行われ、旧プラガはトラック用のトランスミッション（ケックが設計した7速トランスミッション）の製造に専念することとなり、プラガは自動車業界の地図から30年近くに渡り姿を消すこととなった。
1980年代に輸入車のウニモグを代替する国産トラックの開発が始まり、1995年にUV80が製造を開始した。
冷戦終結の1989年に会社は民営化された。1992年にチャースラフの会社を買収し、バスの生産と修理を行った。1997年に新生プラガ・チャースラフが発足し、業務用車両の製造を精力的に行った。また1998年からオフロード競技用バイクでオートバイの製造に復帰し、北米のクロスカントリーラリーで一定の戦果を挙げた。更にこの時期、レーシングカートの製造にも着手した。しかし業績は芳しくなく、2004年に会社は清算手続きに入った。

### 再興〜現在
2006年にイギリスのインターナショナル・トラック・アライアンスに買収され、2007年からポーランドの工場でプラガブランドのトラックの製造が再開した。
2012年にルノー製2.0リッターターボエンジンを搭載したレーシングカーのR1を発売し、ワンメイクレースを開催した。この公道仕様であるR1Rは、プラガにとって1947年以来となる公道車モデルとなった。
プラガのレーシングカート事業は成功を収め、欧州では毎年7千台を販売する規模に成長した。
2017年にイタリアF4選手権にも、カートの育成プログラムで関係を持っていたイタリアのクラム・モータースポーツを支援する形で参戦した。またスペインのFIA-F4選手権にも2018～2020年に参戦した。
2020年からアレス・ロプライス率いるインスタフォレックス・ロプライス・チームをワークス支援し、ダカール・ラリーのトラック部門に4X4プロトタイプトラックのV4Sで参戦している。このV4Sはシャシーはタトラ、エンジンはイヴェコのものを使用しているが、ロプライスとプラガはこのV4Sを元に、新たな時代のプラガの民生用オフロードトラックを開発する計画を明かしている。
また同じく2020年にレーシング事業の拠点となるプラガ・カーズUKを設立し、2022年から英国のツーリングカー耐久シリーズであるブリットカー耐久選手権と契約してワンメイクカップを開催した。
2022年に日産・GT-Rのエンジン（日産・VR38DETT）を独自にチューンして搭載し、価格は2億円近くのハイパーカーである「ボヘマ」のプロトタイプを公開した。